# Lo Lamento
«Lo Lamento» es el primer sencillo grabado por la banda estadounidense de metal alternativo estadounidense Love and Death. Fue lanzada el 15 de marzo de 2016 como una descarga digital.

## Descarga digital
Todas las canciones escritas y compuestas por Love and Death. 
| N.º | Título       | Duración |  |
| 1.  | «Lo Lamento» | 4:04     |  |

## Personal
- Brian "Head" Welch – Guitarra, Vocalista principal
- Michael Valentine – bajo, coros
- JR Bareis – Guitarra líder, coros
- Dan Johnson – batería